# Trophu kagju
Trophu kagju – szkoła kagju buddyzmu tybetańskiego, jedna z tzw. ośmiu mniejszych szkół kagju, wywodzących się od ucznia Gampopy (1079-1153) Pagmodrupy (transliteracja Wyliego. phag mo gru pa rdo rje rgyal po, 1110–1170). Założyli ją Gjal Tsha Rinczen Gon (transliteracja Wyliego. rgyal tsha rin chen mgon, 1118-1195) i Kunden Repa (transliteracja Wyliego. kun ldan ras pa, 1148-1217), którzy byli uczniami Pagmodrupy.